# Automolis conradti
Automolis conradti là một loài bướm đêm thuộc phân họ Arctiinae, họ Erebidae.